# Estoril Open 2005 - Qualificazioni singolare maschile
Le qualificazioni del singolare maschile dell'Estoril Open 2005 sono state un torneo di tennis preliminare per accedere alla fase finale della manifestazione. I vincitori dell'ultimo turno sono entrati di diritto nel tabellone principale. In caso di ritiro di uno o più giocatori aventi diritto a questi sono subentrati i lucky loser, ossia i giocatori che hanno perso nell'ultimo turno ma che avevano una classifica più alta rispetto agli altri partecipanti che avevano comunque perso nel turno finale.
Le qualificazioni del torneo Estoril Open 2005 prevedevano 32 partecipanti di cui 4 sono entrati nel tabellone principale.

## Teste di serie
1. Juan Antonio Marín (ultimo turno)
2. Tomáš Cakl (Qualificato)
3. Galo Blanco (Qualificato)
4. Gorka Fraile (ultimo turno)

1. Adam Chadaj (ultimo turno)
2. Francisco Fogues-Domenech (secondo turno)
3. Marcel Granollers (primo turno)
4. Frank Condor-Fernandez (Qualificato)

## Qualificati
1. Frank Condor-Fernandez
2. Tomáš Cakl

1. Galo Blanco
2. František Čermák

## Tabellone

### Legenda
| - Q = Qualificato - WC = Wild card - LL = Lucky loser | - ALT = Alternate - SE = Special Exempt - PR = Protected Ranking | - w/o = Walkover - r = Ritirato - d = Squalificato |

### Sezione 1
|  | Primo turno                 | Primo turno                 | Primo turno                 | Primo turno            | Primo turno |  |  | Secondo turno | Secondo turno          | Secondo turno      | Secondo turno          | Secondo turno |   |   | Ultimo turno | Ultimo turno       | Ultimo turno | Ultimo turno | Ultimo turno |  |
|  |                             |                             |                             |                        |             |  |  |               |                        |                    |                        |               |   |   |              |                    |              |              |              |  |
|  | 1                           | Juan Antonio Marín          | Juan Antonio Marín          | 6                      | 6           |  |  |               |                        |                    |                        |               |   |   |              |                    |              |              |              |  |
|  |                             | Esteban Carril-Caso         | Esteban Carril-Caso         | 1                      | 3           |  |  | 1             | Juan Antonio Marín     | Juan Antonio Marín | 7                      | 6             |   |   |              |                    |              |              |              |  |
|  | Rogier Wassen               | Rogier Wassen               | Rogier Wassen               | 6                      | 6           |  |  |               | Rogier Wassen          | Rogier Wassen      | 63                     | 2             |   |   |              |                    |              |              |              |  |
|  | Juan Barrio-Gutierrez       | Juan Barrio-Gutierrez       | Juan Barrio-Gutierrez       | 3                      | 0           |  |  |               |                        |                    |                        |               |   |   | 1            | Juan Antonio Marín | 7            | 4            | 4            |  |
|  | Diogo Rocha                 | Diogo Rocha                 | Diogo Rocha                 | 6                      | 6           |  |  |               |                        | 8                  | Frank Condor-Fernandez | 65            | 6 | 6 |              |                    |              |              |              |  |
|  | Jose-Esteban Blanco-Criador | Jose-Esteban Blanco-Criador | Jose-Esteban Blanco-Criador | 0                      | 0           |  |  |               | Diogo Rocha            | 6                  | 3                      | 2             |   |   |              |                    |              |              |              |  |
|  | 8                           | Frank Condor-Fernandez      | Frank Condor-Fernandez      | Frank Condor-Fernandez | W-O         |  |  | 8             | Frank Condor-Fernandez | 2                  | 6                      | 6             |   |   |              |                    |              |              |              |  |
|  |                             | João Ferreira               |                             |                        |             |  |  |               |                        |                    |                        |               |   |   |              |                    |              |              |              |  |

### Sezione 2
|  | Primo turno           | Primo turno            | Primo turno            | Primo turno | Primo turno |  |  | Secondo turno | Secondo turno         | Secondo turno         | Secondo turno | Secondo turno |   |   | Ultimo turno | Ultimo turno | Ultimo turno | Ultimo turno | Ultimo turno |  |
|  |                       |                        |                        |             |             |  |  |               |                       |                       |               |               |   |   |              |              |              |              |              |  |
|  | 2                     | Tomáš Cakl             | Tomáš Cakl             | 6           | 6           |  |  |               |                       |                       |               |               |   |   |              |              |              |              |              |  |
|  |                       | Marcos Jimenez-Letrado | Marcos Jimenez-Letrado | 1           | 1           |  |  | 2             | Tomáš Cakl            | Tomáš Cakl            | 6             | 6             |   |   |              |              |              |              |              |  |
|  | Jorge Jimenez-Letrado | Jorge Jimenez-Letrado  | Jorge Jimenez-Letrado  | 6           | 6           |  |  |               | Jorge Jimenez-Letrado | Jorge Jimenez-Letrado | 1             | 1             |   |   |              |              |              |              |              |  |
|  | Patrick Linke         | Patrick Linke          | Patrick Linke          | 2           | 4           |  |  |               |                       |                       |               |               |   |   | 2            | Tomáš Cakl   | 6            | 5            | 6            |  |
|  | Hugo Anao             | Hugo Anao              | Hugo Anao              | 6           | 6           |  |  |               |                       | 5                     | Adam Chadaj   | 2             | 7 | 1 |              |              |              |              |              |  |
|  | Christian Banzer      | Christian Banzer       | Christian Banzer       | 3           | 3           |  |  |               | Hugo Anao             | Hugo Anao             | 5             | 4             |   |   |              |              |              |              |              |  |
|  | 5                     | Adam Chadaj            | Adam Chadaj            | 6           | 7           |  |  | 5             | Adam Chadaj           | Adam Chadaj           | 7             | 6             |   |   |              |              |              |              |              |  |
|  |                       | Vasco Antunes          | Vasco Antunes          | 2           | 5           |  |  |               |                       |                       |               |               |   |   |              |              |              |              |              |  |

### Sezione 3
|  | Primo turno           | Primo turno              | Primo turno              | Primo turno | Primo turno |  |  | Secondo turno    | Secondo turno     | Secondo turno     | Secondo turno    | Secondo turno    |   |   | Ultimo turno | Ultimo turno | Ultimo turno | Ultimo turno | Ultimo turno |  |
|  |                       |                          |                          |             |             |  |  |                  |                   |                   |                  |                  |   |   |              |              |              |              |              |  |
|  | 3                     | Galo Blanco              | Galo Blanco              | 6           | 6           |  |  |                  |                   |                   |                  |                  |   |   |              |              |              |              |              |  |
|  |                       | David de Miguel Lapiedra | David de Miguel Lapiedra | 1           | 1           |  |  | 3                | Galo Blanco       | Galo Blanco       | 6                | 6                |   |   |              |              |              |              |              |  |
|  | Jaroslav Levinský     | Jaroslav Levinský        | Jaroslav Levinský        | 6           | 6           |  |  |                  | Jaroslav Levinský | Jaroslav Levinský | 1                | 3                |   |   |              |              |              |              |              |  |
|  | Carlos Martinez-Comet | Carlos Martinez-Comet    | Carlos Martinez-Comet    | 2           | 3           |  |  |                  |                   |                   |                  |                  |   |   | 3            | Galo Blanco  | Galo Blanco  | 6            | 6            |  |
|  | Jim Thomas            | Jim Thomas               | 3                        | 6           | 6           |  |  |                  |                   |                   | Leonardo Tavares | Leonardo Tavares | 2 | 3 |              |              |              |              |              |  |
|  | Ricardo Cortes        | Ricardo Cortes           | 6                        | 4           | 4           |  |  | Jim Thomas       | Jim Thomas        | Jim Thomas        | 4                | 3                |   |   |              |              |              |              |              |  |
|  |                       | Leonardo Tavares         | Leonardo Tavares         | 6           | 7           |  |  | Leonardo Tavares | Leonardo Tavares  | Leonardo Tavares  | 6                | 6                |   |   |              |              |              |              |              |  |
|  | 7                     | Marcel Granollers        | Marcel Granollers        | 2           | 5           |  |  |                  |                   |                   |                  |                  |   |   |              |              |              |              |              |  |

### Sezione 4
|  | Primo turno      | Primo turno               | Primo turno               | Primo turno          | Primo turno |  |  | Secondo turno | Secondo turno             | Secondo turno | Secondo turno    | Secondo turno    |   |   | Ultimo turno | Ultimo turno | Ultimo turno | Ultimo turno | Ultimo turno |  |
|  |                  |                           |                           |                      |             |  |  |               |                           |               |                  |                  |   |   |              |              |              |              |              |  |
|  | 4                | Gorka Fraile              | Gorka Fraile              | Gorka Fraile         | 3           |  |  |               |                           |               |                  |                  |   |   |              |              |              |              |              |  |
|  |                  | Jesus Sanchez-Garcia      | Jesus Sanchez-Garcia      | Jesus Sanchez-Garcia | 0r          |  |  | 4             | Gorka Fraile              | Gorka Fraile  | 7                | 6                |   |   |              |              |              |              |              |  |
|  | Tiago Godinho    | Tiago Godinho             | Tiago Godinho             | 6                    | 6           |  |  |               | Tiago Godinho             | Tiago Godinho | 5                | 2                |   |   |              |              |              |              |              |  |
|  | Diogo Mota       | Diogo Mota                | Diogo Mota                | 3                    | 0           |  |  |               |                           |               |                  |                  |   |   | 4            | Gorka Fraile | Gorka Fraile | 63           | 3            |  |
|  | František Čermák | František Čermák          | František Čermák          | 6                    | 6           |  |  |               |                           |               | František Čermák | František Čermák | 7 | 6 |              |              |              |              |              |  |
|  | Goncalo Nicau    | Goncalo Nicau             | Goncalo Nicau             | 4                    | 4           |  |  |               | František Čermák          | 5             | 6                | 6                |   |   |              |              |              |              |              |  |
|  | 6                | Francisco Fogues-Domenech | Francisco Fogues-Domenech | 6                    | 6           |  |  | 6             | Francisco Fogues-Domenech | 7             | 4                | 2                |   |   |              |              |              |              |              |  |
|  |                  | Frederico Marques         | Frederico Marques         | 1                    | 1           |  |  |               |                           |               |                  |                  |   |   |              |              |              |              |              |  |